# 81-540.2/541.2
81-540.2/541.2 — тип электровагонов метрополитена, созданный на заводе «Вагонмаш» в Санкт-Петербурге. Являются усовершенствованной версией вагонов 81-717/714 и 81-540/541, что позволяет вагону при высокой скорости издавать меньше шума. Головные вагоны имеют обозначение 81-540.2, а промежуточные — 81-541.2. Из-за формы лобовой части получил неофициальное название «Пришелец».

## Экстерьер и интерьер
81-540.2 — первый вагон в Петербургском метрополитене с цельным лобовым стеклом. Под лобовым стеклом слева и справа расположено по блоку из двух фар. Окраска вагонов заметно менялась в процессе выпуска, однако в целом является стандартной для Петербургского метрополитена — однотонный синий кузов с белой горизонтальной полосой.
Внутри салон отделан белым пластиком. Пол салона синий. Сиденья шестиместные с синими местами для сидения. В качестве освещения в вагонах используются люминесцентные светильники (11 штук на вагон).

## Оборудование
В кабине машиниста установлен пульт управления производства фирмы ООО «Метроинжиниринг». Вагоны оборудованы системой контроля скорости АЛС-АРС, а также системой автоведения ПА-М. Модификация для Киева отличается отсутствием автоведения, а органы управления упрощены и унифицированы с «номерными».

## Обслуживание линий
В настоящий момент все вагоны (кроме некоторых промежуточных вагонов, которые были переданы в ТЧ-6 «Выборгское» в качестве дополнительных вагонов для 2 линии) приписаны к ТЧ-7 «Южное» и обслуживают 5 линию. Вагоны типа 81-540.2К эксплуатируются в Киевском метрополитене на Оболонско-Теремковской и Сырецко-Печерской линиях. 81-540.3К/541.3К — только на Оболонско-Теремковской. Вагоны 81-540.2Н/541.2Н были изготовлены на ЗАО «Вагонмаш» в 2011—2012 годах, затем проданы ОЭВРЗ, которым и отправлены в Новосибирский метрополитен в 2013 году.
С 2012 по 2014 выпуск данной модели (с незначительными изменениями, касающимися, в основном вида пассажирского салона) для Петербургского метрополитена освоен на ОЭВРЗ под индексом 81-717.5П/714.5П.

## В культуре
Вагоны 81-540.2/541.2 воссозданы группой разработчиков-энтузиастов в дополнении (моде) «Metrostroi Subway Simulator» к игре «Garry's Mod» в Steam, функционируют в виде аддонов в Steam Workshop. Дополнение отличается от других компьютерных симуляторов поезда высокой реалистичностью.